# Metro v Šen-čenu
Šenčenské metro (čínsky v českém přepisu Šen-čen ti-tchie, pchin-jinem Shēnzhèn dìtiě, znaky zjednodušené 深圳地铁, tradiční 深圳地鐵) je systém metra v Šen-čenu, subprovinčním městě v provincii Kuang-tung v Čínské lidové republice. Bylo uvedeno do provozu 28. prosince 2004 jako šestý systém metra v pevninské Číně po metrech v Pekingu, v Tchien-ťinu, v Šanghaji, v Kantonu a ve Wu-chanu. K únoru 2025 šenčenské metro obsluhovalo 17 linek s 398 stanicemi a dohromady jeho síť měřila 595,1 kilometrů. Jedná se o 4. nejdelší systém metra na světě, zároveň 4. nejdelší metro v Číně. Podle plánu by v roce 2030 mělo mít celkem 8 expresních a 24 neexpresních linek, přičemž délka sítě by byla 1142 kilometrů.

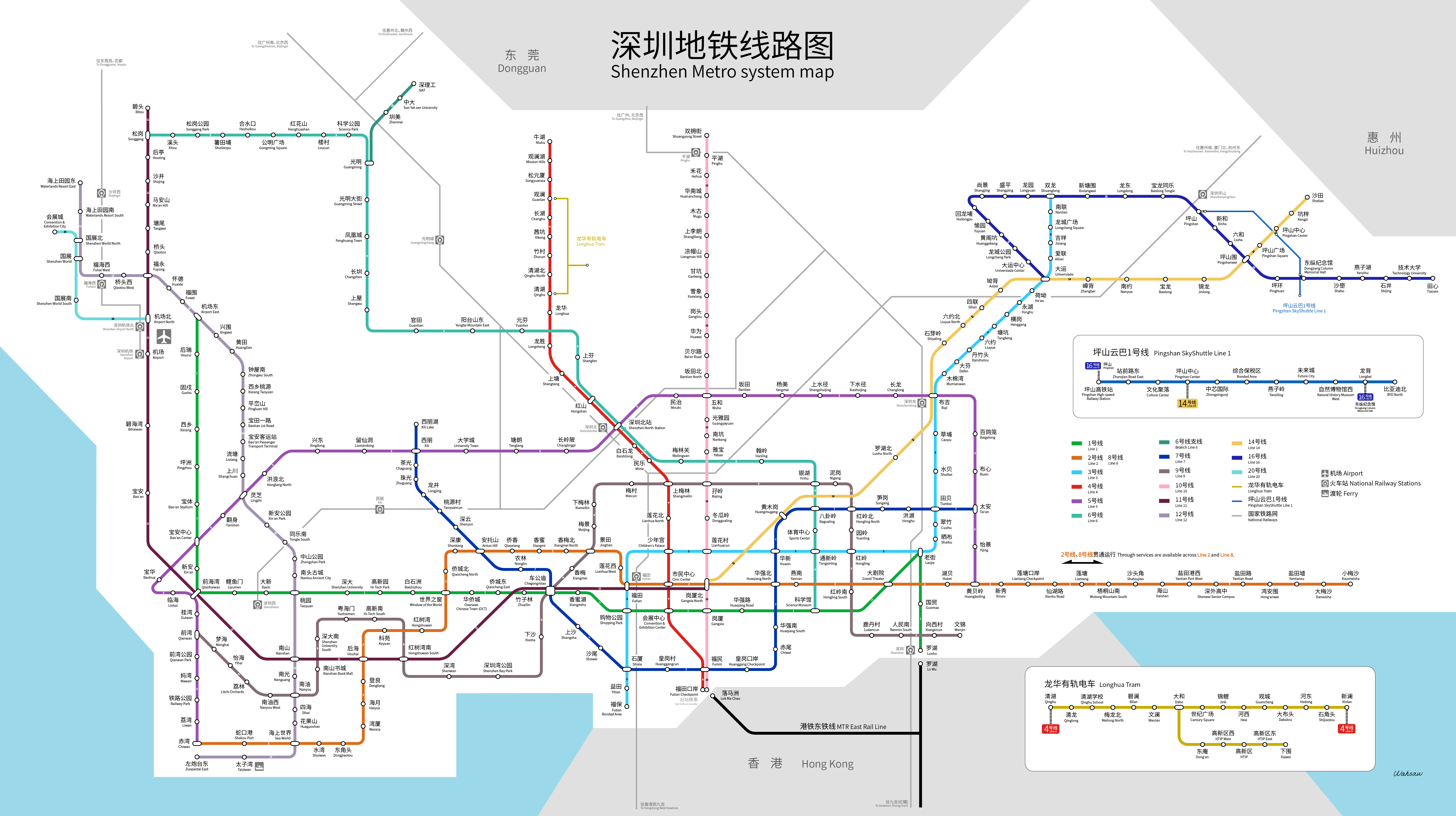
Současná mapa systému šenčenského metra